# Holotrichia bardana
Holotrichia bardana är en skalbaggsart som beskrevs av Saylor 1937. Holotrichia bardana ingår i släktet Holotrichia och familjen Melolonthidae. Inga underarter finns listade i Catalogue of Life.